# NXT Stand & Deliver (2025)
Stand & Deliver 2025 року — шоу професійного реслінгу, організоване компанією WWE для свого бренду розвитку талантів NXT. Це був п'ятий щорічний захід серії NXT Stand & Deliver, який відбувся в суботу, 19 квітня 2025 року (за місцевим часом), на Ті-Мобайл-арені в передмісті Лас-Вегаса Парадайзі, штат Невада. Подія транслювалася через платформи WWE для прямих трансляцій і відбулася в рамках Вікенду Реслманії, того ж дня, що й перша ніч Реслманії 41, зі спеціальним початком о 13:00 за Північноамериканським східним часом. Це було перше Stand & Deliver, яке транслювалось у прямому ефірі на Netflix на більшості ринків за межами Сполучених Штатів після входження WWE Network у сервіс Netflix в січні 2025 року в визначених регіонах.
На шоу відбулись сім поєдинків, в тому числі один у перед-шоу Countdown to Stand & Deliver. У головному бою Оба Фемі переміг Дже'Вона Еванса і Тріка Вільямса, зберігши за собою титул чемпіона NXT. В інших важливих поєдинках Сол Рука виграла вакантний титул Північноамериканського чемпіона NXT серед жінок у матчі з драбинами, а команда Генк і Танк (Генк Вокер і Танк Леджер) перемогли Фраксіом (Нейтан Фрейзер і Аксіом) і виграли командне чемпіонство NXT. Ця подія також ознаменувала собою останню появу Фраксіом в NXT, оскільки вони перейшли в основний ростер компанії через тиждень.

## Матчі
| №                                                                                           | Результати | Умови                                                                                               | Час   |
| ------------------------------------------------------------------------------------------- | --- | --------------------------------------------------------------------------------------------------- | ----- |
| 1P                                                                                          | Джіджі Долін та Татум Пакслі (з Шотці) перемогли Кору Джейд та Роксанн Перес, Фатальний Вплив (Феллон Генлі й Джейсі Джейн) (з Джазмін Нікс), та Meta-Four (Леш Ледженд і Джакара Джексон) утриманням останньої опонентки. | Чотиристоронній командний матч на вибуття за перше претендентство на титули Командних чемпіонок WWE | 12:51 |
| 2                                                                                           | Ріккі Сейнтс (c) переміг Ітана Пейджа утриманням опонента. | Одиночний матч за Чемпіонство Північної Америки NXT                                                 | 12:43 |
| 3                                                                                           | Генк і Танк (Генк Вокер і Танк Леджер) перемогли Фраксіом (Нейтан Фрейзер та Аксіом) (c) утриманням опонента. | Командний матч за Командне чемпіонство NXT                                                          | 13:56 |
| 4                                                                                           | Сол Рука перемогла Іззі Дейм, Келані Джордан, Лолу Вайс, Тею Гейл та Зарію знявши пояс. | Шестисторонній матч з драбинами за вакантне Чемпіонство Північної Америки NXT серед жінок           | 14:40 |
| 5                                                                                           | DarkState (Діон Леннокс, Осіріс Гріффін та Сакуон Шугарс) (з Катлером Джейсом) перемогли Сім'ю Д'Анджело (Тоні Д'Анджело, Ченнінг «Стакс» Лоренцо й Лука Крузіфіно) (з Адріаною Ріццо) утриманням опонента.                | Командний матч 3-на-3                                                                               | 13:13 |
| 6                                                                                           | Стефані Вакер (c) перемогла Джулію, Джайду Паркер й Джордін Грейс утриманням опонентки. | Чотиристоронній матч за Чемпіонство NXT серед жінок                                                 | 16:29 |
| 7                                                                                           | Оба Фемі (c) переміг Дже'Вона Еванса й Тріка Вільямса утриманням опонента. | Тристоронній матч за Чемпіонство NXT                                                                | 16:58 |
| \| (c) \| – чемпіон(-и) на момент старту поєдинку \| \| P \| – матч пройшов на перед-шоу \| | | |       |
| (c)                                                                                         | – чемпіон(-и) на момент старту поєдинку | |       |
| P                                                                                           | – матч пройшов на перед-шоу | |       |